# ليو جريجوري
ليو جريجوري (بالإنجليزية: Leo Gregory)‏ هو ممثل بريطاني، ولد في 22 نوفمبر 1978 بليستر في المملكة المتحدة. بدأ مشواره المهني سنة 1996.

## أعمال

### أفلام
- (2005) الشارع الأخضر
- (2009) هدف 3
- (2012) في مصلحة الأمة[3]

## وصلات خارجية
- ليو جريجوري على موقع IMDb (الإنجليزية)
- ليو جريجوري على موقع ألو سيني (الفرنسية)
- ليو جريجوري على موقع أول موفي (الإنجليزية)
- ليو جريجوري على موقع قاعدة بيانات الأفلام السويدية (السويدية)
- ليو جريجوري على موقع قاعدة بيانات الفيلم (الإنجليزية)
- ليو جريجوري على موقع كينوبويسك (الروسية)